# Schloss Klein-Roop
Schloss Klein-Roop (lettisch Mazstraupes pils) ist ein Schloss im nordlettischen Ort Straupe (deutsch Roop) in der historischen Region Livland und befindet sich etwa einen Kilometer nördlich des Schlosses Groß-Roop. Es geht auf eine mittelalterliche Vasallenburg des Erzbistums Riga zurück.

## Geschichte

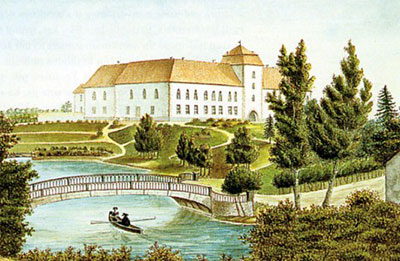
Schloss Klein-Roop um 1830

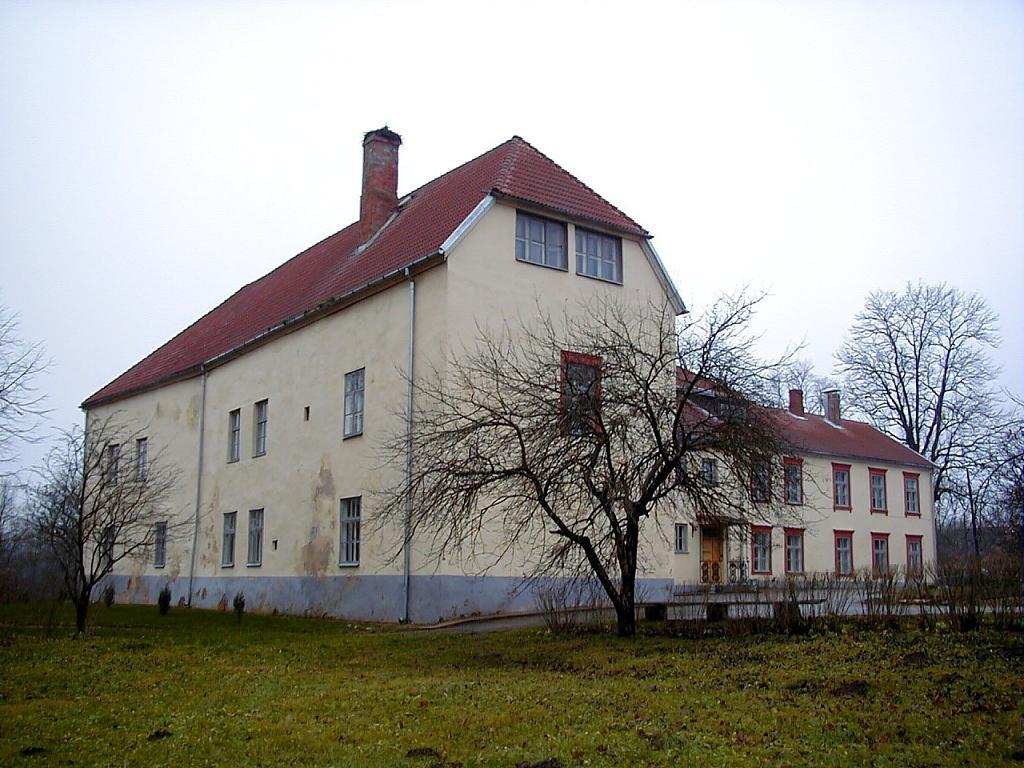
Schloss Klein-Roop vor der Sanierung

Wann Klein-Roop errichtet wurde, ist nicht genau bekannt, jedoch wird das Gebäude wahrscheinlich als „kleines Anwesen“ in einem Dokument aus dem Jahre 1408 erwähnt. Allgemein wird deshalb ein Baujahr vor 1408 angenommen. Erst 1555 ist Klein-Roop unter diesem Namen offiziell in einer Gesamtliste der Burgen Livlands aufgeführt.
Die Lage der Burg ist insofern bemerkenswert, als dass sie sich in unmittelbarer Nähe (ca. 800 m) zur bereits im 13. Jahrhundert errichteten und ebenfalls dem Erzbistum Riga zugehörigen Burg Groß-Roop befindet. Eine mögliche Erklärung hierfür könnte der jahrhundertelange Konflikt zwischen dem Erzbischof von Riga und dem ihm eigentlich unterstehenden Livländischen Orden um die Herrschaft in Livland sein. Die Residenz des Ordensmeisters war viele Jahre lang die mächtige, nur etwa 20 km von Roop entfernte Ordensburg Wenden (lettisch Cēsis). Durch die ständigen Scharmützel sah sich das Erzbistum gezwungen, seine Herrschaft in strategisch wichtigen Orten zu festigen. Vermutlich veranlasste der Erzbischof so auch den Bau einer zweiten Burg in Roop, um der Bedrohung der bischöflichen Besitztümer durch den Orden entgegenzuwirken.
Mit der Auflösung der Livländischen Konföderation 1561 wurde Livland in die Adelsrepublik Polen-Litauen eingegliedert. Die bisherigen Besitzer der Burg, die mittlerweile lutherische Adelsfamilie von Rosen, mussten daraufhin Klein-Roop an die neue katholische Verwaltung abtreten. Die Burg wurde zusammen mit Groß-Roop dem Jesuiten-Orden übergeben, der ein Männerkloster (Klein-Roop) bzw. ein Frauenkloster (Groß-Roop) einrichtete. Zeitweise war hier auch ein polnisches Husarenregiment stationiert.
Zu Beginn des Polnisch-Schwedischen Krieges wird in einer schwedischen Revisionsurkunde von 1601 Johann von Rosen als Besitzer der Burg genannt. Durch die sogenannte „schwedische Güterreduktion“ wurden im ganzen Land Güter und Besitztümer enteignet und dem schwedischen König übergeben, so auch Klein-Roop. Die Verwaltung wurde daraufhin dem schwedischen Reichskanzler übertragen. 1632 wurden die Ländereien um Roop an Fabian von Rosen übergeben. Im Revisionsbericht von 1638 wird Sophia von Mengden als Burgherrin genannt, eine Verwandte von Fabian von Rosen. Das Schloss blieb anschließend bis zu Beginn des 18. Jahrhunderts im Besitz der Familie Rosen.
Im 17. und 18. Jahrhundert wurde die Region vor allem als Folge von Kriegen immer wieder von verheerenden Pestepidemien heimgesucht, so z. B. in den Jahren 1624 bis 1625 (während des Polnisch-Schwedischen Krieges). Im Großen Nordischen Krieg wurde 1710 mit der Großen Pest von 1708 bis 1714 in dieser Region der traurige Höhepunkt erreicht, als 80 % der Bevölkerung von Roop starben. Von ehemals 542 Menschen im Ort überlebten nur 106.
1727 erwarb der gerade erst in den Grafenstand erhobene Karl Gustav von Löwenwolde, ein Höfling Peters des II., das Schloss. Nach seinem Tod im Jahr 1735 fiel es in den Besitz seiner Witwe Charlotte, einer geborenen von Rosen.
Seit 1775 wurde es von Mitgliedern des Adelsgeschlechts von Meyendorff bewohnt, unter welchen das Schloss im Stile der Neogotik umfangreich umgebaut wurde. So wurden beispielsweise bei den Fenstern Spitzbögen ergänzt. Die Meyendorffs besaßen hier außerdem eine Bibliothek mit einer äußerst umfangreichen Sammlung von Büchern und historischen Dokumenten, die jedoch während des Ersten Weltkriegs weitgehend zerstört wurden. Der letzte Besitzer des Gutshofes, Alexander von Meyendorff, floh während der Revolution 1917 nach England.
1930 wurde im Schloss eine Grundschule eingerichtet.
1938 wurde der mittlerweile baufällige Nordflügel mitsamt dem spätmittelalterlichen Torturm abgerissen. Gründe hierfür waren eine allgemeine Baufälligkeit (u. a. undichte Dächer), fehlende Mittel seitens der Gemeinde Roop und die lettische Straßenverwaltung, die für abgebrochene Steine eine beträchtliche Summe Geld bot. Andere Quellen nennen als Abrissgrund die Fernstraße, die hier nach dem Ersten Weltkrieg durch den Turm verlief und nach der Einrichtung der Grundschule eine Gefahr für die Kinder darstellte. Dies ist aber insofern als falsch zu betrachten, als dass laut dem damaligen Rektor die Straße zum Schutze der Kinder nördlich um den Nordflügel herum verlegt wurde.
In den 1990er Jahren brachen zwei Brände aus, nach denen die Räumlichkeiten besser an die Anforderungen einer Schule angepasst wurden. Am Ende des Schulsportplatzes befand sich früher der Tennisplatz des Barons, und im Park (gegenüber der Bühne) waren Pavillons angelegt. Bei den letzten Renovierungsarbeiten wurden als Hommage an die Vergangenheit als Schloss mehrere Akzente gesetzt, so wurden z. B. über den Fenstern im ersten Stock farblich neugotische Spitzbögen angedeutet.

## Beschreibung

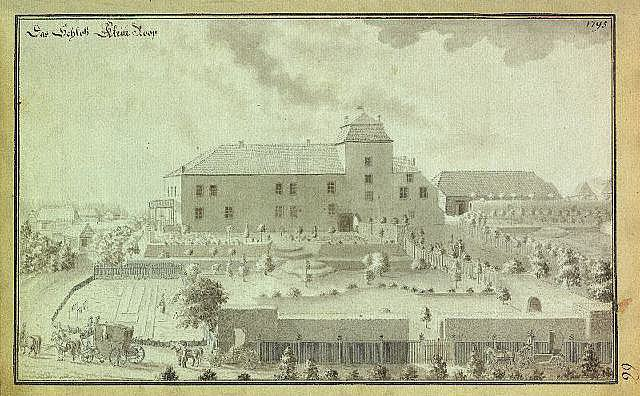
Ansicht des Schlosses von 1795

Klein-Roop wurde am rechten Ufer des Flusses Brasle (lettisch Brasla) errichtet, der hier eine Flussbiegung bildet. Früher war dieser Bereich für die etwa 300 m weiter südlich befindliche Mühle zeitweise zu einem See aufgestaut. Zu Beginn des 19. Jahrhunderts waren zwar keine Reste einer Befestigungsanlage mehr erkennbar, Historiker gehen jedoch davon aus, dass es ursprünglich eine äußere Festungsmauer und ein ausgeklügeltes Netz von Wassergräben gab. Auf dem Gelände sind auch heute noch zum Teil recht tiefe Gräben erkennbar, die zu einer stark befestigten Burganlage gehört haben müssen.
Im Mittelalter bestand die Burg vermutlich aus einem L-förmigen Gebäudekomplex, dessen beide Flügel je ca. 36 m lang und ca. 12 m breit waren und Wanddicken zwischen 1,2 und 2,8 m aufwiesen; im Gegensatz zu Groß-Roop (Ziegelmauerwerk) bestanden die Mauern Klein-Roops aus Feldsteinen und Kalkmörtel. An nordöstlichen Ende des Gebäudes war ein viereckiger Torturm mit vier Geschossen und einem Keller angebaut, der von 2,2 m starken Wänden getragen wurde. Der 6,50 × 8,70 m große Torraum des Turms besaß ein Kreuzgewölbe. Das Tor war 3,8 m hoch und 3,8 m (flussseitig) bzw. 3,9 m (hofseitig) breit; im Obergeschoss befanden sich 10 Schießscharten. Wie Burg Groß-Roop besaß auch Klein-Roop einen Innenhof, der von der L-förmigen Anlage und einer Burgmauer umgeben war.
Nördlich des Turms wurde im 16. bzw. 17. Jahrhundert ein Wohngebäude errichtet, welches zu Beginn des 19. Jahrhunderts (jedoch vor 1829) durch einen ebenfalls L-förmigen Nordflügel ersetzt oder umgebaut wurde; es entstand ein U-förmiges Gebäude mit dem Torturm in der Mitte.
Der Südbau des Schlosses wurde dann im 19. Jahrhundert dreimal durch Anbauten erweitert. Zu dieser Zeit wurde das Gebäude außerdem mit Elementen der Neogotik verziert.
1938 wurden schließlich der mittlerweile baufällige Nordflügel und der Torturm abgerissen, sodass heute lediglich noch der mittelalterliche Südflügel inkl. seiner neuzeitlichen Anbauten erhalten ist. 